# Grégoire Defrel
André Grégoire Defrel (Meudon, 17 giugno 1991) è un calciatore francese di origini martinicane, attaccante del Modena.

## Caratteristiche tecniche
Nato come ala, viene utilizzato nel ruolo di prima punta da Eusebio Di Francesco a Sassuolo. Può inoltre ricoprire il ruolo di seconda punta. È un attaccante dal buon fiuto del goal, veloce, abile nell'attaccare la profondità e allargarsi sulla fascia. Per la sua aggressività talvolta riceve cartellini gialli evitabili.

## Carriera

### Club

#### Gli inizi a Parma e Foggia
Cresciuto nelle giovanili del Parma, il 22 maggio 2011, fa il suo debutto in stagione 2010-2011, subentrando a Modesto all'81º nella gara terminata 1-1 in casa del Cagliari: questa rimarrà l'unica presenza nella sua prima stagione da professionista. L'8 luglio 2011 viene ceduto in prestito annuale al Foggia in Lega Pro Prima Divisione. Con i rossoneri disputa un buon campionato dove ha realizzato 4 reti in 23 presenze.

#### Cesena
Il 28 giugno 2012 è stato ceduto in comproprietà al Cesena. Fa il suo debutto ufficiale il 1º settembre nella sconfitta esterna per 3 a 1 sul campo del Vicenza. Il 1º ottobre segna la sua prima rete stagionale contro il Varese. Conclude la sua prima stagione con i bianconeri segnando 3 reti in 30 partite. A fine stagione viene rinnovata la comproprietà con il Parma, rimanendo anche nella stagione 2013-2014, sempre nel campionato di Serie B. Il 18 giugno 2014 segna il gol del momentaneo 1-1 contro il Latina, finale di ritorno dei play-off poi terminata con il successo per 2-1 dei bianconeri, contribuendo così alla promozione in Serie A della sua squadra. Nell'arco della stagione totalizza 3 gol in 38 presenze in campionato. Il 20 giugno 2014 viene nuovamente rinnovata la comproprietà con il Parma.
Nella stagione successiva, fa il suo debutto stagionale il 24 agosto 2014 nella vittoria 1-0 contro la Casertana, partita valida per il 3º turno di Coppa Italia. Il 20 settembre 2014 segna la sua prima rete stagionale contro l'Empoli, nonché prima in Serie A, partita terminata 2-2. Il 7 dicembre segna una doppietta contro l'Atalanta, gara terminata 3-2 per i bergamaschi. Conclude la sua seconda stagione con i romagnoli totalizzando 36 presenze e 9 reti.
Il 25 giugno 2015, data ultima per la scadenza delle comproprietà, il Cesena si aggiudica il giocatore alle buste dato il fallimento del Parma e la somma di denaro (pari a 51000 euro) viene devoluta ai dipendenti parmigiani rimasti disoccupati.

#### Sassuolo
Il 3 agosto l'attaccante francese passa al Sassuolo per 7 milioni di euro firmando un contratto quinquennale con la squadra emiliana. Esordisce con la sua nuova squadra il 23 agosto nella vittoria interna del campionato di Serie A 2015-2016 (appena iniziato) per 2-1 contro il Napoli. Il 21 febbraio 2016 realizza una doppietta nella vittoria contro l'Empoli.
Realizza la sua seconda doppietta in neroverde quasi un anno dopo, il 19 febbraio 2017 nella trasferta di Udine del campionato di Serie A 2016-2017, ribaltando il risultato e permettendo al Sassuolo di vincere per 1-2. Il 19 marzo segna contro la Roma in trasferta il goal del vantaggio del Sassuolo, in una partita che finirà con il risultato di 3-1 per la squadra capitolina. Il 28 maggio 2017, durante l'ultima giornata del campionato di serie A 2016-2017, realizza la prima tripletta della sua carriera professionistica, nella gara tra Torino e Sassuolo, conclusasi con il risultato di 5-3 in favore dei granata. Con 16 reti realizzate tra campionato ed Europa League, si conferma il giocatore più prolifico della squadra neroverde per la stagione 2016-2017. Nelle due stagioni con i neroverdi ha giocato 73 partite siglando 23 gol.

#### Roma e Sampdoria
Il 20 luglio 2017 passa alla Roma con la formula del prestito a 5 milioni con obbligo di riscatto a 15 con l'aggiunta di un bonus di 3 milioni all'ottenimento di particolari risultati agonistici, firmando un contratto fino al 2022. Ha esordito con la maglia giallorossa il 20 agosto 2017 giocando da titolare la prima partita di campionato, Atalanta-Roma (0-1). Il 12 settembre 2017 esordisce in Champions League, giocando da titolare la gara contro l'Atlético Madrid, terminata 0-0. L'11 febbraio 2018 segna la prima marcatura con la maglia della Roma, firmando su calcio di rigore la rete del definitivo 5-2 contro il Benevento. Quattro giorni dopo viene riscattato dalla società capitolina.
Al termine di una stagione deludente, il 27 luglio viene ufficializzato il passaggio in prestito con diritto di riscatto sulla base di 1,5 milioni di prestito oneroso e 18 milioni di riscatto alla Sampdoria. Il suo esordio in gare ufficiali con la nuova maglia avviene il 12 agosto 2018 contro la Viterbese, nella partita di Coppa Italia vinta 1-0 al Luigi Ferraris; il 26 agosto esordisce invece in campionato disputando tutta la partita persa 1-0 contro l'Udinese. Segna le sue prime reti con la nuova maglia il 2 settembre seguente, realizzando una doppietta nella sfida vinta per 3-0 in casa contro il Napoli. Al termine della stagione, i liguri non esercitano il diritto di riscatto sul francese, che torna così a Roma.

#### Ritorno al Sassuolo
Il 30 agosto 2019 viene ufficializzato il ritorno di Defrel al Sassuolo, in prestito oneroso con obbligo di riscatto. Fa il suo secondo debutto con i neroverdi il 15 settembre successivo, proprio contro la Roma. Il 28 settembre ritrova il gol con i neroverdi nella sconfitta per 4-1 contro l'Atalanta.
Il 24 febbraio 2024, raggiunge quota 200 presenze tra tutte le competizioni coi neroverdi, prendendo parte alla sfida di campionato contro l'Empoli, persa 3-2. In seguito alla retrocessione dei neroverdi in Serie B al termine della stagione, Defrel lascia il club alla scadenza naturale del proprio contratto, dopo aver messo insieme in tutto 208 presenze e 34 gol con gli emiliani.

#### Modena
Il 7 agosto 2024 firma un contratto biennale con il Modena, in Serie B, ritrovando Pierpaolo Bisoli, l’allenatore che lo aveva lanciato ai tempi del Cesena. Il 27 agosto segna la sua prima rete con i Canarini, firmando al 93' il pareggio in casa del Frosinone e tornando a segnare in serie B dopo 11 anni. 

## Statistiche

### Presenze e reti nei club
Statistiche aggiornate al 13 maggio 2025.
| Stagione        | Squadra         | Campionato      | Campionato | Campionato | Coppe nazionali | Coppe nazionali | Coppe nazionali | Coppe continentali | Coppe continentali | Coppe continentali | Altre coppe | Altre coppe | Altre coppe | Totale | Totale |
| Stagione        | Squadra         | Comp            | Pres       | Reti       | Comp            | Pres            | Reti            | Comp               | Pres               | Reti               | Comp        | Pres        | Reti        | Pres   | Reti   |
| --------------- | --------------- | --------------- | ---------- | ---------- | --------------- | --------------- | --------------- | ------------------ | ------------------ | ------------------ | ----------- | ----------- | ----------- | ------ | ------ |
| 2010-2011       | Parma           | A               | 1          | 0          | CI              | -               | -               | -                  | -                  | -                  | -           | -           | -           | 1      | 0      |
| 2011-2012       | Foggia          | 1D              | 23         | 4          | CI+CI-LP        | 1+5             | 0               | -                  | -                  | -                  | -           | -           | -           | 29     | 4      |
| 2012-2013       | Cesena          | B               | 30         | 3          | CI              | 0               | 0               | -                  | -                  | -                  | -           | -           | -           | 30     | 3      |
| 2013-2014       | Cesena          | B               | 38+4       | 3+1        | CI              | 2               | 0               | -                  | -                  | -                  | -           | -           | -           | 44     | 4      |
| 2014-2015       | Cesena          | A               | 34         | 9          | CI              | 2               | 0               | -                  | -                  | -                  | -           | -           | -           | 36     | 9      |
| Totale Cesena   | Totale Cesena   | Totale Cesena   | 102+4      | 15+1       |                 | 4               | 0               |                    | -                  | -                  |             | -           | -           | 110    | 16     |
| 2015-2016       | Sassuolo        | A               | 33         | 7          | CI              | 2               | 0               | -                  | -                  | -                  | -           | -           | -           | 35     | 7      |
| 2016-2017       | Sassuolo        | A               | 29         | 12         | CI              | 1               | 0               | UEL                | 8                  | 4                  | -           | -           | -           | 38     | 16     |
| 2017-2018       | Roma            | A               | 15         | 1          | CI              | -               | -               | UCL                | 5                  | 0                  | -           | -           | -           | 20     | 1      |
| 2018-2019       | Sampdoria       | A               | 36         | 11         | CI              | 3               | 1               | -                  | -                  | -                  | -           | -           | -           | 39     | 12     |
| 2019-2020       | Sassuolo        | A               | 17         | 3          | CI              | -               | -               | -                  | -                  | -                  | -           | -           | -           | 17     | 3      |
| 2020-2021       | Sassuolo        | A               | 28         | 3          | CI              | 0               | 0               | -                  | -                  | -                  | -           | -           | -           | 28     | 3      |
| 2021-2022       | Sassuolo        | A               | 38         | 2          | CI              | 2               | 0               | -                  | -                  | -                  | -           | -           | -           | 40     | 2      |
| 2022-2023       | Sassuolo        | A               | 27         | 2          | CI              | 1               | 0               | -                  | -                  | -                  | -           | -           | -           | 28     | 2      |
| 2023-2024       | Sassuolo        | A               | 20         | 1          | CI              | 2               | 0               | -                  | -                  | -                  | -           | -           | -           | 22     | 1      |
| Totale Sassuolo | Totale Sassuolo | Totale Sassuolo | 192        | 30         |                 | 8               | 0               |                    | 8                  | 4                  |             | -           | -           | 208    | 34     |
| 2024-2025       | Modena          | B               | 26         | 3          | CI              | -               | -               | -                  | -                  | -                  | -           | -           | -           | 26     | 3      |
| Totale carriera | Totale carriera | Totale carriera | 395+4      | 64+1       |                 | 21              | 1               |                    | 13                 | 4                  |             | -           | -           | 433    | 70     |